# Maurício Maestro
Carlos Mauricio Mendonça Figueiredo, mais conhecido como Mauricio Maestro (Rio de Janeiro, 30 de Agosto de 1952) é um cantor, arranjador, instrumentista  (baixo elétrico e violão) e compositor brasileiro. 

## Biografia
Nasceu no Rio de Janeiro, passando sua infância na Tijuca, na Rua Soriano de Souza, próxima da Praça Sans Pena. Começou sua carreira profissional integrando o grupo vocal Momentoquatro, juntamente com David Tygel, Zé Rodrix e Ricardo Vilas, grupo que  acompanhou Edu Lobo em 1967 na apresentação de "Ponteio", no Festival da Rede Record. A partir de 1969 inicia no baixo elétrico  estreando profissionalmente como baixista em 1970 e integrante do grupo A Sagrada Família. Foi o arranjador do sucesso de Marcos e Paulo Sérgio Valle "Mustang cor de sangue", gravada por Marcos Valle. Em 1971 forma o trio de Rock Progressivo Paulo, Cláudio & Maurício. O trio era formado por Maurício Maestro (baixo e voz), os irmãos gêmeos Paulo Guimarães (flauta e voz) e Cláudio Guimarães (guitarra e voz) ou PCM. Em 1972 gravaram um compacto duplo (4 músicas) acompanhados, como convidado, do batera Gustavo Schroeter (ex A Bolha e futuro Veludo e A Cor Do Som). No mesmo ano o trio participa do lp de Marcos Valle, o também progressivo Ventos Sul (neste disco há a música "Vôo Cego", composta por Cláudio Guimarães, foi tocada pelo PCM acompanhado de Vinícius Cantuária da banda O Terço na bateria e Fredera da banda Som Imaginário na guitarra, mas, curiosamente, sem o Marcos Valle). PCM foi um dos grupos precursores do rock progressivo brasileiro, a banda sobreviveu no cenário artístico até 1974, interpretando composições próprias. De 1975 a 1977, Maurício Maestro atuou em dupla com a cantora e compositora Joyce.  Em 1978 funda o conjunto Boca Livre juntamente com David Tygel, Zé Renato e Claudio Nucci. É casado com a cantora Kay Lyra.

## Discografia

### Compacto duplo
- 1967 - Glória - Philips
- 1972 - Paulo, Cláudio & Maurício - Odeon/EMI-Odeon

### LPs
- 1968 - Momento4uatro - Philips
- 1979 - Boca Livre
- 1981 - Bicicleta - Independente
- 1982 - Folia - PolyGram
- 1983 - Boca Livre - Independente
- 1989 - Boca Livre em concerto - Som Livre

### CDs
- 1992 - Dançando pelas sombras - MP,B/Warner
- 1995 - Song Boca - Velas
- 1996 - Americana - Velas
- 1997 - Boca Livre convida-20 anos - Indie Records
- 2000 - Boca Livre e 14 Bis-Ao vivo - Indie Records
- 2001 - Nossos Cantos
- 2007 - Boca Livre ao Vivo
- 2013 - Amizade
- 2019 - Viola de Bem Querer

### DVDs
- 2007 - Boca Livre ao Vivo